# جهاز متقدم لقياس الإشعاع بدقة تحليل عالية

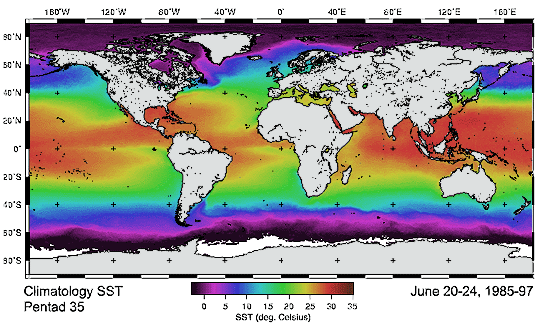
صورة لدرجات حرارة سطح البحر تم أخذها بواسطة الجهاز المُتقدم لقياس الإشعاع.

الجهاز المتقدم لقياس الإشعاع بدقة تحليل عالية (بالإنجليزية: Advanced very-high-resolution radiometer)‏ يُعرف اختصاراً بـ AVHRR، هي نوع من أجهزة الاستشعار المحمولة بالفضاء التي تقيس انعكاس الأرض في خمسة نطاقات طيفية واسعة نسبياً وفقا لمعايير اليوم. والتي بدورها تدور على مسار قطبي والذي لديه خصائص طيفية وإشعاعية تجعله مناسباً للكشف ورصد الغطاء النباتي وإدارة المحيطات والغلاف الجوي. تستخدم هذه الأجهزة على نطاق واسع لتغطية مساحة شاسعة من الأراضي ورسم خرائط الغطاء النباتي، والتنبؤ بالطقس.